# 凱瑞·奧奎恩
凱瑞·奧奎恩（英語：Kerry O'Quinn；？—），是一位作家，雜誌出版人，導演和製片人。他出版過的知名刊物包括著名的科幻影視月刊《Starlog》、美國影響力最大的恐怖電影類雜誌《Sangria》，還有《Cinemagic》、《Future Life》、《Rock Video》、《Hard Rock》和《Comics Scene》等雜誌。

## 職業
奧奎恩在1980年代時，是知名雜誌《Future Life》的出版人。
奧奎恩對科幻題材的熱愛反映在他的職業生涯上，是他出版的雜誌總是圍繞著這個主題，滿足了美國大眾的幻想和好奇。在奧奎恩所出版的雜誌成為影迷們不可或缺的生活調料的年代，他還曾經熱血地為美國科技經典《星際大戰》(Star War) 和《星際奇航記》(Star Trek) 分別舉行大規模的10周年和20周年的慶祝活動，而他為《Starlog》雜誌舉行的20周年慶祝活動，直至今日還為人津津樂道。
在2009年，以奧奎恩為名的獎項「奧奎恩金獎」誕生（the O'Quinn Award），用來表揚對恐怖電影的藝術和發展作出卓越貢獻的人 ，奧奎恩也當仁不讓地成為首位獲獎者。

## 個人生活
奧奎恩目前住在加州的洛杉磯地區。在他早年的紐約生活，他和俄裔的美國著名哲學家與小說家艾茵·兰德、美國心理學家兼作家納撒尼爾‧布雷登夫婦都是很好的朋友。